# Гінзбург Віталій Аркадійович
Гінзбург Віталій Аркадійович (23 квітня 1938, м. Костянтинівка Донецької області — 24.01.2006, Львів) — український художник, народний художник України.

## Життєпис
Освіту зі спеціальності «технологія скла» здобув у Львівському політехнічному інституті.
Понад сорок років працював у львівському виробничому об'єднанні «Райдуга», з його ініціативи було організовано виготовлення мініатюрної скульптури зі склодроту.
Похований у Львові на Личаківському цвинтарі.

## Доробок
Серед відомих композицій — «Скло», «Початок», «Джерело», «Спрага». Постійне поглиблення авторського відчуття скла, розуміння його традицій засвідчили композиції «Чортова гута», «Скоморохи», «Склодуви», «Літо», «Лютневе цвітіння».